# Comrat
Comrat (in romeno Comrat, in gagauzo Komrat; in russo Комрáт?, Komrat) è una città della Moldavia e capoluogo della regione autonoma della Gagauzia. Si trova nel sud del paese, sul fiume Ialpug. Nel 2024, la popolazione di Comrat era di 19 947 abitanti, di cui la stragrande maggioranza sono gagauzi. Il nome della città è di origine turca.

## Geografia
Comrat sorge nel sud della Moldavia, lungo la riva destra del fiume Ialpug, a circa 100 km dalla capitale Chișinău.

## Storia
Comrat fu colonizzata per la prima volta già nel 1443, mentre altre fonti sostengono che sia stata fondata nel 1789. Tuttavia, l'insediamento era scarsamente popolato fino a quando il governo russo emanò un decreto nel 1819 per reinsediare nella regione bulgari e altre nazionalità provenienti dall'area intorno al Danubio. Nel 1906 il villaggio si ribellò alle autorità russe e proclamò la Repubblica di Comrat autonoma (ma non indipendente). Durante il periodo in cui la città faceva parte della RSS Moldava, l'industria di Comrat era orientata verso la produzione di burro, vino e tappeti, questi ultimi decorati con motivi moldavi.

## Monumenti e luoghi d'interesse
- Cattedrale di San Giovanni Battista, inaugurata nel 1820
- Monumento ai difensori di Comrat
- Monumento a Lenin
- Monumento ai Caduti nella guerra in Afghanistan
- Monumento alle Vittime della repressione stalinista

## Cultura
Comrat ospita vari luoghi volti a promuovere e diffondere la storia e la cultura gagauza:
- Museo di storia locale
- Galleria d'arte gagauza
- Biblioteca turca Mustafa Kemal

Dal 2002 è attiva l'Università Statale di Comrat.

## Società

### Evoluzione demografica
In base ai dati del censimento, la popolazione è così divisa dal punto di vista etnico:
| Etnia   | Abitanti | %     |
| ------- | -------- | ----- |
| Gagauzi | 16 993   | 72,85 |
| Moldavi | 2 067    | 8,86  |
| Russi   | 1 711    | 7,33  |
| Ucraini | 1 121    | 4,81  |
| Bulgari | 1 065    | 4,56  |
| Rumeni  | 13       | 0,06  |
| Altre   | 357      | 1,53  |

## Amministrazione

### Gemellaggi
Comrat è gemellata con:
- Erzsébetváros, Budapest, Ungheria;
- Pendik, regione di Istanbul, Turchia;
- Hendek, Turchia;
- Sapanca, Turchia;
- Kucukkuyu, Turchia;
- Isparta, Turchia;
- Nicosia Nord, Cipro del Nord;
- Tatlısu, Cipro del Nord;
- Sokol'niki, Russia;
- Grozny, Russia;
- Bavly, Tatarstan, Russia;
- Bolhrad, Ucraina;